# Station Jersie
Station Jersie is een S-tog-station in de wijk Jersie Strand in het zuiden van de plaats Solrød Strand, Denemarken.
Het station is geopend op 25 september 1983.
Køge · Ølby · Køge Nord · Jersie · Solrød Strand · Karlslunde · Greve · Hundige · Ishøj · Ny Ellebjerg · Sjælør · Sydhavn · Dybbølsbro · København H · Vesterport · Nørreport · Østerport · Nordhavn · Svanemøllen · Hellerup · Bernstorffsvej · Gentofte · Jægersborg · Lyngby · Sorgenfri · Virum · Holte